# Jerónimo de la Fuente Piérola

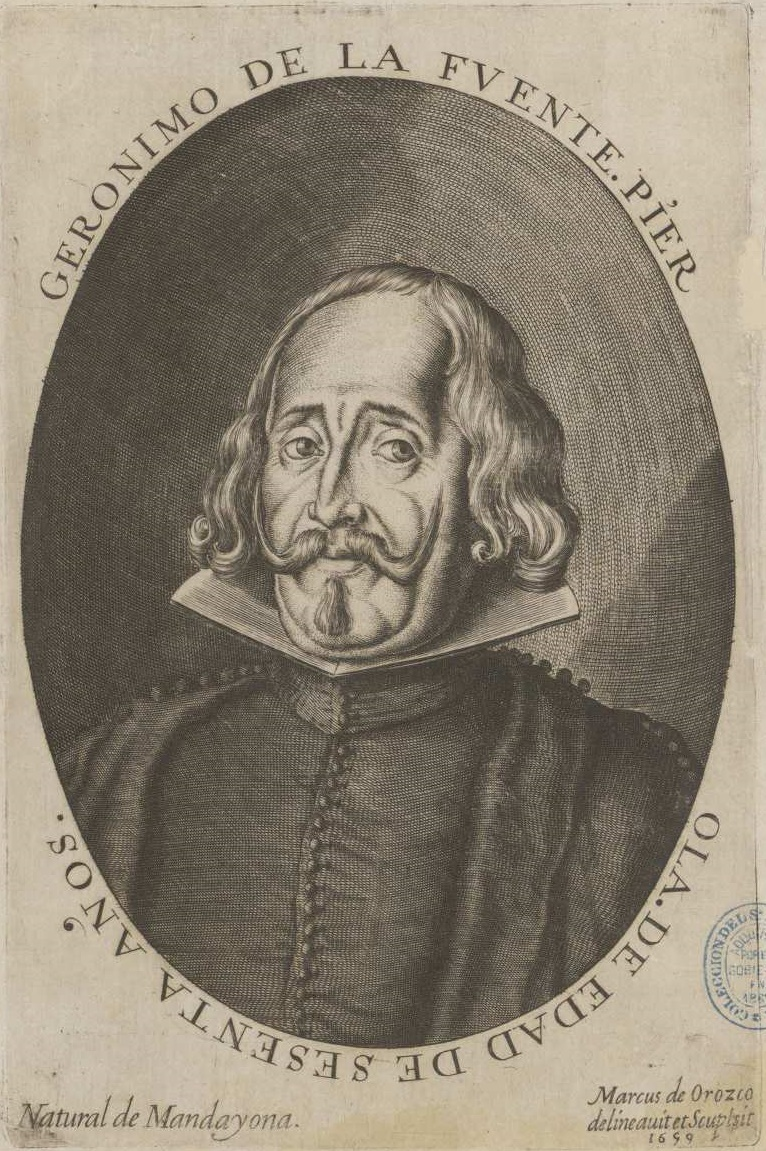
Marcos Orozco, retrato de Jerónimo de la Fuente Piérola a sus sesenta años (1659). Biblioteca Nacional de España.

Jerónimo de la Fuente Piérola (Mandayona, 1599-Madrid, después de 1671) fue un escritor y boticario español, autor del Tyrocinio Pharmacopeo methodo medico y chymico (Madrid, Diego Díaz de la Carrera, 1660), el primer tratado de farmacia escrito en España que emplea en el título el término químico.
Hijo de Pedro de la Fuente y Francisca de Izcala, aunque nunca utilizó este apellido sino el de Piérola, nació en Mandayona, provincia de Guadalajara, el 23 de septiembre de 1599. Formado, presumiblemente, en la Universidad de Sigüenza, en su juventud, establecido en Madrid, se dedicó a la poesía. Ya en 1620 concurrió con una canción al certamen poético celebrado con motivo de la beatificación de san Isidro Labrador, recopilado por Lope de Vega en la Justa poética, que hace la insigne villa de Madrid a la beatificación de su bienaventurado san Isidro. Dos años después repitió con un romance y una glosa en las fiestas con que Madrid celebró la canonización de su santo patrón y el mismo año obtuvo el primer premio en el certamen poético convocado por el Colegio Imperial en las fiestas por la canonización de san Ignacio de Loyola y san Francisco Javier.
Como dramaturgo escribió una comedia inédita y perdida, titulada Adán o la Creación del mundo, a la que se refirió con elogio Juan Pérez de Montalbán en Para todos (1633):

Gerónimo de la Fuente las trabaja con mucho ingenio y arte, como se vio en la famosa Adán, que se hizo en toda España con la opinión de la mejor y que dio más dinero.

A esa misma comedia parece aludir Lope de Vega en el Laurel de Apolo (1630), donde en alabanza de su autor escribe:

Pero venid, Parnacides hermanas,

y adornad de un Jerónimo la frente,

que con tan claro ingenio y tan fecundo

pintó la infancia al mundo,

de nuestra vida, prólogo eminente.

Que de cuantos corona

Febo en la sacra fuente de Helicona,

ninguno se llamó más propiamente

el apellido de la misma Fuente:

porque si a Persio por un libro solo,

ciñe la frente de laurel Apolo,

quien describió el principio en dulce verso,

de todo el universo,

y por fuente primera se corona

bien merece ser frente de Helicona.

Sí se ha conservado otra comedia escrita por Jerónimo de la Fuente, Engañar con la verdad, impresa por Melchor Sánchez en la Parte tercera de comedias de los mejores ingenios de España (Madrid, 1653), con otras de Lope de Vega, Antonio Mira de Amescua y Luis de Belmonte Bermúdez, entre otros.
Durante un tiempo ejerció como farmacéutico en Murcia. Retornado a Madrid, en 1638 figura como oficial de la botica de Su Majestad, y en 1644, en un documento del archivo de palacio, es citado como boticario mayor del hospital general por oposición. De su especialidad farmacéutica, además del Tyrocinio, del que se hicieron numerosas ediciones (Madrid, 1660 y 1683; Alcalá, 1673; Zaragoza, 1695 y 1698; Pamplona, 1721) publicó en latín, titulándose ayudante de oficial de la botica regia, Fons et especulum claritatis (Madrid, 1647). Todavía en «su ancianidad», según escribía en su aprobación el doctor Gregorio Valle, mientras, trabajando sin descanso, seguía criando «los más de los artífices que se aprueban en el real Protomedicato» y desempeñaba los puestos de boticario mayor de los hospitales General y de la Pasión de Madrid, publicó Resumen per oratorio a la Satisfacción apológica (Madrid, 1669), en respuesta a otro escrito del farmacéutico de Jaén Antonio Jiménez Tauste.